# Ernst Faber

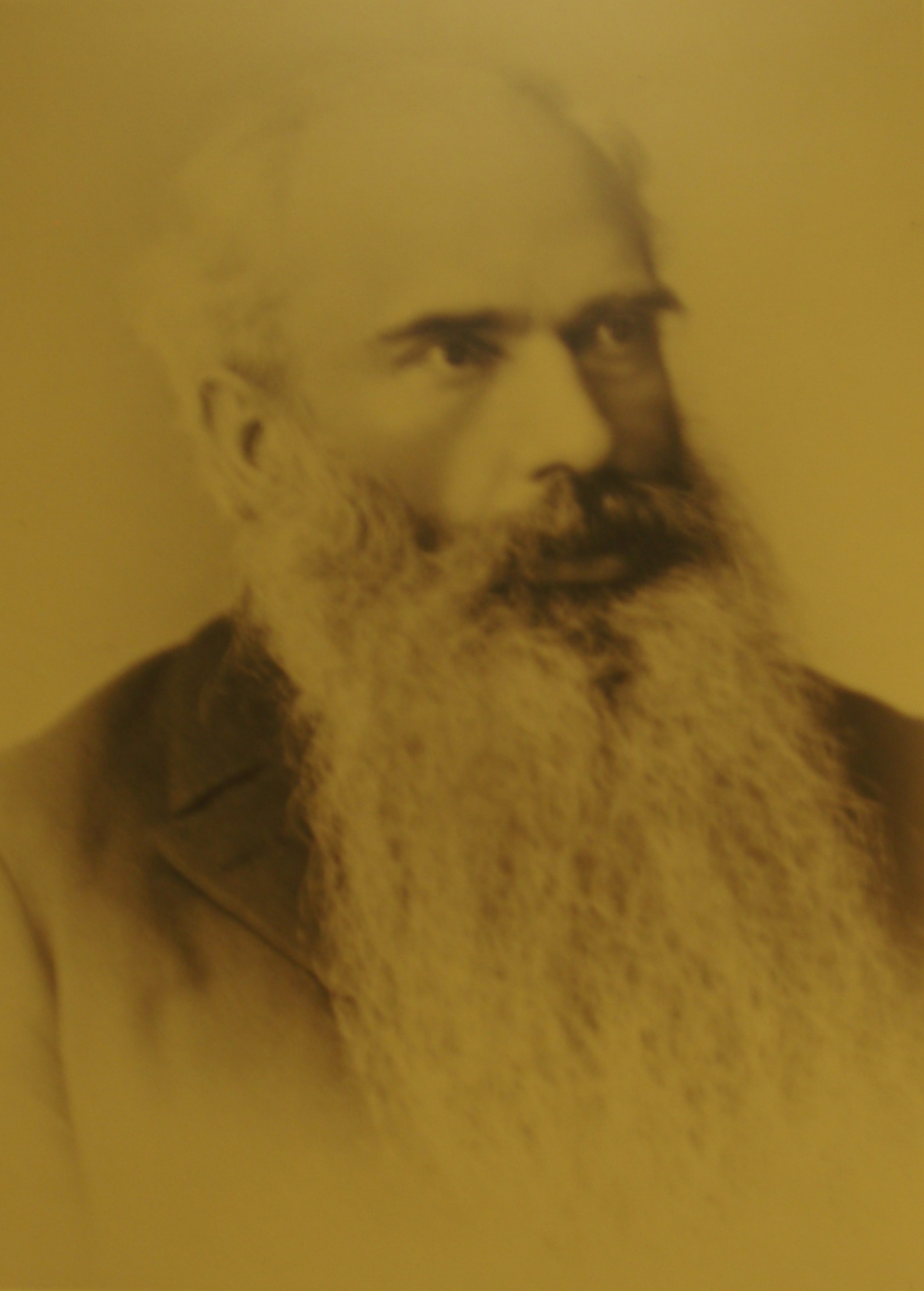
Ernst Faber (1839–1899)

Ernst Friedrich Ludwig Faber, meist kurz Ernst Faber (* 25. April 1839 in Coburg; † 26. September 1899 in Tsingtau), war ein deutscher Sinologe, Missionar und Pflanzensammler.
Faber arbeitete seit 1864 für die Rheinische Missionsgesellschaft und stand seit 1885 in Diensten des Allgemeinen evangelisch-protestantischen Missionsvereins in Shanghai (China). Faber war ein hervorragender Kenner der chinesischen Sprache und Literatur. Er gab mehrere Werke in chinesischer Sprache heraus und übersetzte das Markus-Evangelium der Bibel ins Chinesische. Daneben war er ein aufmerksamer Naturforscher, vor allem Pflanzensammler in China.

## Leben und Wirken

### 1839 bis 1864: Ausbildung und Ordination
Ernst Faber wurde am 25. April 1839 in Coburg in der Nägleinsgasse 6 als Sohn des Klempnermeisters Johann Lorenz Faber (* 1801) und seiner Frau Sophie Wilhelmine Christine Faber (geborene Fischer, * 1806) geboren. Er war das drittgeborene von elf Kindern, von denen jedoch acht früher als ihre Eltern verstarben. Von 1846 bis 1852 besuchte er die Bürgerknabenschule in Coburg. Für seine überdurchschnittlichen schulischen Leistungen wurde er viermal prämiert. Danach war er von 1852 bis 1855 Lehrling bei einem Klempnermeister in Coburg.
Nach der Lehrzeit begab sich Faber auf die Wanderschaft. Er kam durch das Königreich Sachsen und durch Schlesien nach Berlin. Dort wollte er die technische Fortbildungsschule besuchen, was ihm jedoch aus Geldmangel nicht gelang. So zog er weiter, bis er im März 1856 in Oldenburg eine Stelle fand. Bald darauf wanderte er weiter und fand eine Anstellung in Münster. Dort trat er in den evangelischen Jünglings-Verein ein und zog – zusammen mit einem Gesinnungsgenossen aus diesem Jünglings-Verein – nach Barmen (heute Teil von Wuppertal) in der Absicht, in den Missionsdienst zu treten. Im Missionshaus fand er eine Anstellung als unausgebildeter Aushilfslehrer und übte so von September 1857 bis September 1858 die Tätigkeit als Hilfslehrer in Elberfeld aus. Daraufhin bemühte er sich, auf das Lehrerexamen hinzuarbeiten. Ein Jahr später wurde er 1858 ins Missionsseminar aufgenommen, wo er bis 1862 studierte. 1862 schrieb er sich an der Universität Basel ein und war im dortigen Alumneum untergebracht. Hier wurde er weiter für den künftigen Missionsberuf ausgebildet. In dieser Zeit interessierte er sich sehr für Philosophie und Philologie.
Um Ostern 1863 wechselte er nach Tübingen, wo er zwei weitere Semester studierte. Danach erhielt er den Bescheid, dass er zum Missionar für China bestimmt sei. Hierzu kehrte er Ende März 1864 ins Missionshaus nach Barmen zurück. Aufgrund der schweren Erkrankung seines geplanten Begleiters Bruder Hanff wurde die Missionssendung verschoben. So wurde Faber zunächst ans Zoologische Museum in Berlin geschickt; dort und an der Sternwarte hielt er sich bis Mitte Mai 1864 auf; danach schloss sich ein kurzer Aufenthalt am Geographischen Institut Perthes in Gotha an, bis er Ende Mai nach Barmen zurückkehrte. Dort legte er sein Examen ab.
Faber wurde in Coburg für den Militärdienst im Herzogtum Sachsen-Coburg gemustert und für tauglich erklärt. Durch den Verweis auf seine geplante Missionstätigkeit in China konnte er jedoch seine Freistellung vom Militärdienst erreichen.
Am 10. August 1864 wurde er in der Hauptkirche zu Unterbarmen ordiniert.

### 1864 bis 1899: Missionar in China
Mitte August startete er auf die Reise zu seiner Missionstätigkeit in China. Er fuhr über Holland nach London; von dort aus reiste er mit dem Schiff „Arab Steed“ nach Hongkong, wo er am 25. April 1865 ankam. Seine Tätigkeit als Missionar begann er Anfang 1866 bei der Missionsstation in Fumun, das in der Nähe von Taipeng am Perlfluss liegt. Auf seiner Station praktizierte er als Arzt und behandelte nach eigener Darstellung jährlich etwa 4000 bis 6000 Fälle. Seine Leistungen als Arzt sind insofern bemerkenswert, als Faber nie nachweislich Medizin studierte und lediglich von einem mitgemachten „praktischen Kursus“ berichtet, über den bislang nicht bekannt ist, wo dieser stattfand.
1870 fand die briefliche Verlobung Fabers mit einer Pfarrerstochter aus Appenzell statt. Diese starb jedoch 1874 an der Tuberkulose und Faber blieb den Rest seines Lebens ledig.
1876/77 kehrte er für einen einjährigen Erholungsurlaub nach Deutschland zurück, wo er zahlreiche Vortragsreisen unternahm.
Wieder in China, wirkte er von 1878 bis 1883 in Kanton. Von Kanton aus unternahm Faber mehrere naturwissenschaftliche Exkursionen in das Lo-fau-Gebirge. Er widmete sich zunehmend der Botanik und betätigte sich auf seinen Exkursionen vor allem als Pflanzensammler. Im Laufe seiner Tätigkeit wuchs sein Herbarium auf den Umfang von 4000 Pflanzenarten. Nach eigener Aussage entdeckte er etwa 120 neue Pflanzenarten und einige neue Gattungen. Er entdeckte auch, dass die Sonnentau-Art Drosera lumata eine fleischfressende Pflanze ist.
1880 kam es zum Zerwürfnis mit dem Barmer Missionskomitee und Faber wurde aus der Rheinischen Missionsgesellschaft entlassen. 1881, während seiner Zeit in Kanton, hielt er sich nochmals für einen Sommerurlaub in Deutschland auf.
Von 1883 bis 1886 wirkte Faber in Hongkong. Im September 1885 trat er in den 1884 in Weimar gegründeten Allgemeinen evang. protestantischen Missionsverein (die spätere Ostasienmission) ein. Im gleichen Jahr war er auch Mitbegründer einer selbständigen Chinesengemeinde in Hongkong.
Im Anschluss wirkte Faber von 1886 bis 1898 in Shanghai. 1887 unternahm er zusammen mit V. C. Hart eine Exkursion nach Chongqing und zum Emei-Berg, die als die bedeutsamste seiner botanischen Sammelreisen gilt. Während der Exkursion verkaufte Faber auch christliche Schriften in chinesischer Sprache. 1890 unternahm er eine Exkursion zu den mandschurischen Qianbergen.
Bei einer Feuerkatastrophe am 22. August 1892 in Shanghai ging Fabers Herbarium (und der Großteil seiner Bibliothek) verloren. Es erwies sich als Glück im Unglück, dass Faber seine botanischen Forschungsergebnisse kurz vorher in seinem Werk Botanicon Sinicum. Notes on Chinese Botany from Native and Western Sources veröffentlicht hatte.
1893 nahm Faber am sogenannten Religionsparlament, dem Internationalen Weltkongress der Religionen, in Chicago in den USA teil, wo er einen Vortrag über den Konfuzianismus hielt. Im gleichen Jahr unternahm er eine Exkursion nach Hawaii.
1897 unternahm er eine Reise nach Linschan.
Im April 1898 zog Faber nach Tsingtau (Qingdao), der kurz zuvor entstandenen deutschen Kolonie. Von hier aus unternahm er noch Reisen nach Tianjin, Peking und in die Provinz Shandong. In diesem Jahr erkrankte er. Am 26. Februar 1899 starb Ernst Faber in Tsingtau. 1900 wurde ihm ein Grabmal auf dem deutschen Friedhof (später „Europäerfriedhof“ genannt) in Tsingtau gesetzt. Die Inschrift auf dem Grabstein lautete:
Ein Bahnbrecher christlichen Glaubens
und christlicher Kultur.
Ein deutscher Forscher im fremden Lande.
Das Grab Fabers verschwand während der chinesischen Kulturrevolution 1966–1976.

## Ehrungen
Am 18. Juli 1888 erhielt er – in Abwesenheit – von der Universität Jena die theologische Doktorwürde. Zeitweise war er Vizepräsident der 1890 gegründeten Gesellschaft für Hebung des Erziehungswesens in China. 1928 wurde ihm in seiner Heimatstadt Coburg mit der Ernst-Faber-Straße ein Straßenname gewidmet. 1962 wurde das Altersheim des Diakonischen Werkes in der Ernst-Faber-Straße zu seinen Ehren als Ernst-Faber-Haus benannt.

## Schriften
Schriften zur Sinologie und Philosophie:
- Der Lehrbegriff des Confucius. Hongkong (1873)
- Die Grundgedanken des alten chinesischen Socialismus oder die Lehre des Philosophen Micius. Elberfeld (1877)
- Der Naturalismus bei den alten Chinesen oder die sämtlichen Werke des Philosophen Licius : übersetzt und erklärt. Elberfeld (1877) Digitalisat
- Eine Staatslehre auf ethischer Grundlage oder Lehrbegriff des chinesischen Philosophen Mencius. Elberfeld 1877
- Bilder aus China. 2 Hefte. Barmbek (1877)
- Prehistoric China. 1890.
- China in historischer Beleuchtung. Berlin (1900)

Schriften zur Pädagogik:
- Western schools and Examinations. 1873.
- Die Schulen Deutschlands. 1873 (erschienen in chinesischer Sprache).
- Die Prinzipien der Erziehung. 1875.
- Gegenwärtige Notstände der Erziehung in China. 1903 (postum).
- Behandlung der chinesischen Klassiker und des Wentschang beim Unterricht an Missionsschulen. 1903 (postum).

Schriften zur Botanik (Überarbeitung des Textes von Emil Bretschneider):
- Botanicon Sinicum. Notes on Chinese Botany from Native and Western Sources. Part II. The Botany of the Chinese Classics: With Annotations, Appendix and Index. Schanghai 1892.